# 珍珠雞 (點心)

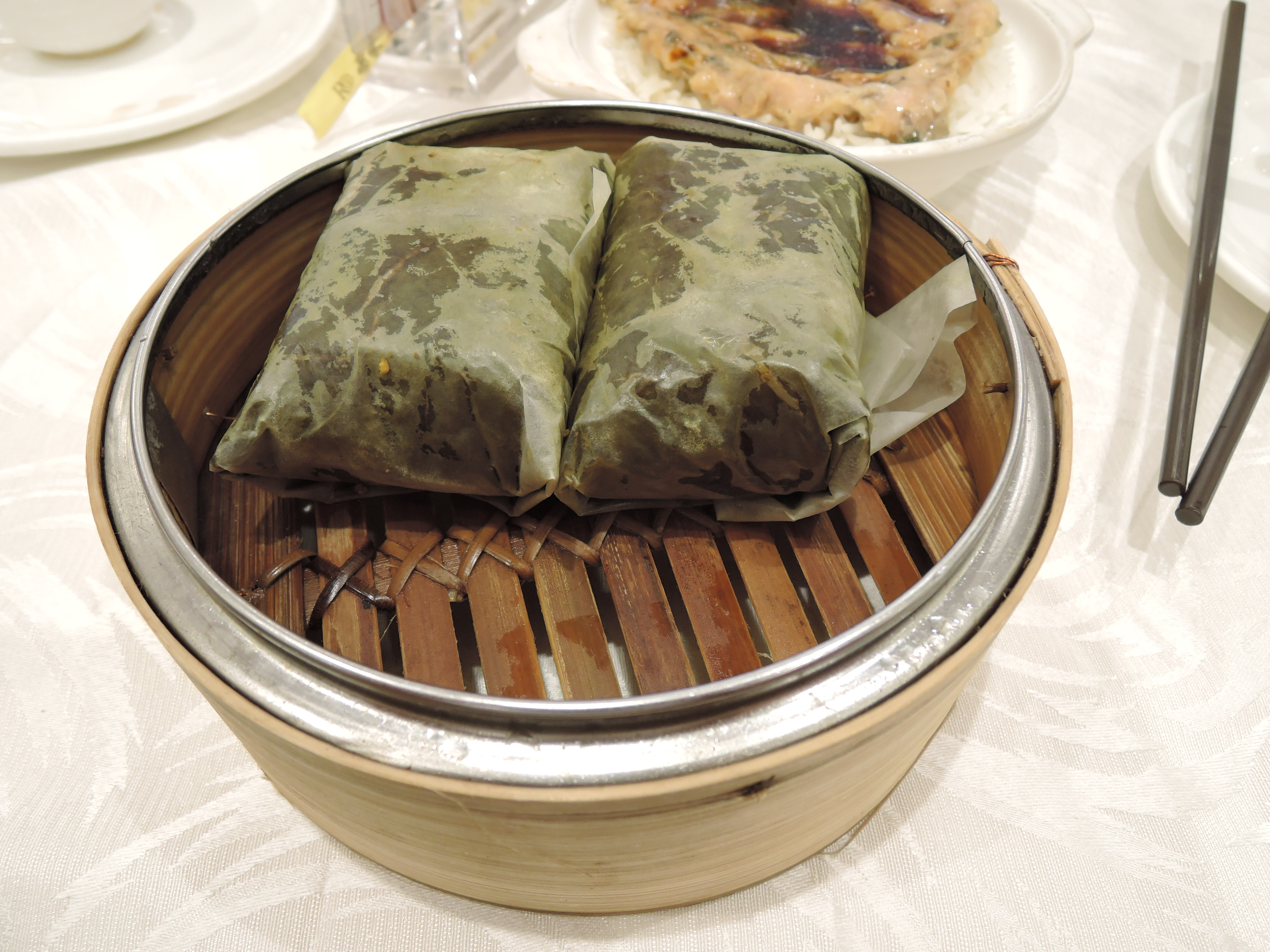
珍珠雞

珍珠雞是廣式點心的一種，由糯米雞衍生出來。製法同樣是以荷叶包著糯米，但中央則改為放雞肉碎、豬肉碎等餡料，蒸熟而成，體積僅為糯米雞之三分之一至一半。
珍珠雞的出現原因，是由於傳統的糯米雞的份量不少。而珍珠雞的份量則較為適合一般人。現時香港很多酒樓都只會供應珍珠雞而不供應糯米雞。

## 參看
- 稻米#糯米食品
- 糯米
- 粵菜
- 香港飲食文化
- 飲茶
- 酒樓